# 哈查科柳山 (因加維省)
16°46′27″S 68°38′55″W / 16.77417°S 68.64861°W
哈查科柳山（Jach'a Qullu），是玻利維亞的山峰，位於該國西部拉巴斯省的因加維省，屬於安第斯山脈中奇利亞-基姆薩查塔山脈的一部分，海拔高度4,305米。